# Labinkir
Jezero Labinkir (rusko Лабынкыр, jakutsko Лабыҥкыр, Labıŋkır) je jezero v Ojmjakonski Ulusu, Jakutija, Rusija. Jezero je del porečja Indigirke in leži blizu meja Habarovskega kraja in Magadanske oblasti. Površina jezera je 44,7 km² in je 1020 metrov nad srednjo gladino morja. Njegova povprečna globina je 52 m.
Jezero Labinkir je nenavadno, saj pozimi ne zmrzne trdno kot druga jezera v regiji. Ohranja temperaturo vode 2 stopinji Celzija, zaradi česar znanstveniki ugibajo, da morda obstaja podzemni vroč izvir ali razpoka, ki greje jezero. Zabeležene so bile najnižje temperature zraka na površju pri minus 60 stopinjah Celzija. Obstaja 80 metrov globok podvodni jarek, ki ga potapljači do leta 2013 niso uspeli raziskati. Obstaja tudi sum znanstvenikov, da je jezero Labinkir povezano s podzemnim tunelom z jezerom Vorota, ki je oddaljeno 20 km. Eden od razlogov za sum je ta, da sta obe jezeri na isti ravni vode. Ljudsko izročilo in pričevanja očividcev špekulirajo, da tam živi jezerska pošast, imenovana Labinkirški hudič ali Labinkirsky Chert.

## Raziskave
Marca 2013 sta Rusko geografsko društvo in Potapljaška športna zveza Rusije sestavila znanstveno odpravo, katere cilj je bil vzeti vzorce vode in prsti iz različnih delov jezera za primerjavo z vzorci, vzetimi iz jezera Vorota. Drugič, ekipa je želela »preučiti aktivnost človeškega telesa in potapljaško opremo v ekstremnih vremenskih razmerah«. Svoje rezultate so delili s projektom Mars-500, ki je bil 500-dnevna simulacija za pripravo na morebitno potovanje na planet Mars. Znanstveniki so bili zainteresirani tudi za razumevanje, kakšna hrana pozimi obstaja za nekaj rib in drugih organizmov, ki živijo v jezeru, saj je bilo pod zmrznjeno površino le malo opaznih rastlin.
Potapljača Dmitry Shiller in Alexander Gubin sta z globino 59,6 metra postavila svetovni rekord za »najgloblji potop pod led na svetu«. Ekspedicija se je do jezera odpeljala s posebej prirejenimi tovornjaki KAMAZ za vožnjo po ledu, po besedah uslužbenke KAMAZ-a Anželike Akueve je trajalo približno 20 ur, da so prevozili 30 km. Na ledu so bili postavljeni šotori, ki so omogočali nekaj zaščite pred vetrom za fotografe in ostalo ekipo, ki je pomagala potapljačem. Za potope so izbrali različne kraje na jezeru, eden je bil nočni potop, »opravili so okoli 200 različnih meritev in vzeli okoli 20 vzorcev«. Največja bitja, na katera so naleteli potapljači, so bili morski psi (Squalus acanthias), ki so bili nekoliko večji od običajnih, dolgi so bili približno 1,20 metra. Po poročanju Live Science je Voice of Russia, je ekipa s pomočjo skenerja odkrila veliko čeljustno kost in okostje, vendar potapljači kosti niso dvignili na površje. Siberian Times navaja, da ni bilo nobenega dokaza, da je bilo odkrito karkoli drugega kot morski pes.
Leta 2019 je bila zaključena obsežna raziskava za identifikacijo in ustvarjanje seznama vrst jezera Labinkir med odprto vodo in ledeno prevleko, ki je bila leta 2020 objavljena v članku Vpogled v raznolikost diatomeje, ekologijo in biogeografijo ekstremno hladnega ultraoligotrofnega jezera Labinkir na polu na severni polobli. Avtorji pišejo, da je bilo prvo vzorčenje opravljeno leta 1961 in je razkrilo 79 vrst. Cilji leta 2019 so bili preučiti floro in primerjati jezero z drugimi jezeri Jakutije in z Bajkalskim jezerom. Njihova raziskava je našla skupaj 123 taksonov s tremi novimi vrstami flore.

## Labinkirški hudič
Po ljudskem izročilu je jezero Labinkir lokacija strašne pošasti, imenovane Labinkirški hudič ali Labinkirsky Chert. Najzgodnejša pisna omemba jezerske pošasti je geolog Viktor Tverdokhlebov, ki je leta 1953 zapisal, da »Bilo je najrazličnejših hipotez o tem, kakšno bitje bi lahko bilo: velikanska ščuka, reliktni plazilec ali dvoživka. Nam te različice nam ni uspelo dokazati ali ovreči; uspelo nam je najti ostanke čeljusti in okostje neke živali«. Drugi sodobni znanstveniki so povedali, da so pri uporabi sonarja v vodi našli gost predmet, ki je bil nad dnom jezera in ni bil riba ali jata rib. Lokalni prebivalci poročajo, da so videli nekaj čudnega, lokalna folklora pa sega že mnoge generacije v preteklost z zgodbami o Hudiču. Pripovedi o nečem, kar se je premikalo pod čolni v mirnem jezeru, trese plovilo, ena zgodba o ribičih, ki so se zgražali, češ, »če bi ga kdo potiskal izpod vode ... Ribiče je obtičal strah. Videli niso ničesar, ne glave, brez čeljusti. Kmalu je čoln potonil«. Ribič je leta 2000 izjavil, da so dobili signal z odmeva, da je pod njihovim čolnom nekaj velikega, videli so zanimive sledi na vodi in našli tudi zmečkane galebe, ki so spali na otoku v jezeru. Druge priče navajajo, da so videle glavo ter velikanska usta in zobe bitja. Lokalne legende pravijo, da Hudič lahko preživi zunaj vode in je napadal ljudi in živali.
Znanstveniki, kot je geolog Sergej Karpukhin, ki je 35 dni preživel sam na jezeru, trdijo, da ni dovolj velike populacije bitij, da bi jim omogočila preživetje. »Majhen trop njih, na primer samec/samica in več mladičev, ni dovolj«, je dejal »da bi preživeli to populacijo; mora biti toliko živali, da bi jezero mrgolelo od njih. Ali pa bi jih vsaj moralo biti toliko, da ne bi ostali neopaženi«. Potapljač Shiller je dejal, da pozna zgodbo Tverdokhlebova o jezerski pošasti, vendar med njihovimi številnimi potopi ni videl ničesar razen velikega psa. Rekel je: »Tam smo resda videli fatamorgane, nekaj podobnega premikajočim se otokom, vendar vsi vemo, da je to običajna stvar v katerem koli severnem območju z veliko ledu in snega, tako da v Labinkirju ni nič posebnega«.
Jurij Gerasimov z Inštituta za sladkovodno biologijo pri Ruski akademiji znanosti dvomi o velikosti tako velike ribe, kot je ščuka. Glede na zgodbe, ki jih pripovedujejo o tem, mora biti dolga približno 7 do 8 metrov. Za rast rib potrebujete »hrano in udobne temperature vode. Tudi če je prehrana tam popolna, temperature zagotovo niso tako visoke. Tako da je po mojem mnenju pogled na ogromno ščuko fantastičen«.